# テラ ファンタスティカ
『テラ ファンタスティカ』（Terra Phantastica）は、1996年12月27日にセガより発売されたセガサターン專用ゲームソフト。中世ヨーロッパをベースにした神話伝承が世界背景のシミュレーションRPGである。  

## 登場人物
ディーネ（主人公）
声 - 松井菜桜子
アレクシス
声 - 折笠愛
クロード
声 - 子安武人
マイス軍の一人であり、ディーネの副官を務める。
ジェラール
声 - 相沢正輝
ジニー
声 - 南杏子
プラット
声 - 鳥海勝美
マルレーヌ
声 - 横尾まり
セルシェ
声 - 麻見順子
ロラン
声 - 山崎たくみ
カロリーヌ
声 - 岩坪理江
ミカエル
声 - 堀内賢雄
バーバラ
声 - 峰あつ子
ジュリアン
声 - 広瀬正志

## 章節
- 第1章 - 北方諸邦戦役
- 第2章 - 夢魔のゲーム
- 第3章 - 第2次大同盟戦役
- 第4章 - ようこそヒュロンへ
- 第5章 - 第3次大同盟戦役
- 第6章 - 叛乱
- 第7章 - 皇帝の使者
- 第8章 - 帝国継承戦役
- 第9章 - 名無き神 神なき名
- 第10章 - 運命の最終戦役

## スタッフ
- キャラクター・モンスターデザイン：山田章博
- モンスターデザイン：青木邦夫
- 原案・構成：門倉直人
- システム・データ：河合秀郎
- ゲームデザイン：大賀穰
- システム・シナリオ原案：北條雅人
- テキスト：藤江明義、上原尚子
- プログラム・チーフ：佐野国芳、田中誠一、吉田憲次、大澤将広
- グラフィック・チーフ：茂木昌夫、大印健生、安田頼正、小川唯、柴崎一久、小林光、土屋勝、岩舘伴泰、長岡俊一、丹治康浩、高橋功、清水とおる、日野慎之助、鈴木淳策
- 3Dフィギュア：古川豪華
- CGムービー：勝山幸俊、上野洋樹、藤井栄治、吉野和則
- サウンドクリエーター：德原純哉、与猶啓至、棚川厳市、梶原正裕、中西長谷雄、永田恵、荒川憲一
- コーディネーター：藤井克磨
- アシスタントディレクター：對崎德男
- プロデューサー：嶋田克憲
- トータルディレクション：松本慈之
- 制作・著作：株式会社セガ・エンタープライゼス